# Normativ
Das Adjektiv normativ ist mehrdeutig. Es wird nur für einen Teilbereich der Bedeutungen des Begriffs Norm (von lateinisch norma, ursprünglich ‚Winkelmaß‘, dann aber auch Richtschnur, Maßstab, Regel, Vorschrift) verwendet:
- Soziale Norm, konkrete Handlungsanweisungen für das Sozialverhalten
- Normethik, eine bestimmte Art ethischer Theorien
- Rechtsnorm, eine gesetzliche Regelung oder Vorschrift

Zwischen diesen drei Bereichen gibt es Überschneidungen und Wechselbeziehungen. Alle drei Teilbereiche des Normativen beinhalten Regeln, ein Sollen und/oder Müssen, vgl. Moral.
Normativität ist ein in vielen Bereichen übliches Konzept, das u. a. in der Philosophie, in der Rechtswissenschaft und in den Kultur- und Sozialwissenschaften verwendet wird. Es gibt zwei große Gruppen von Gedanken (z. B. Theorien), nämlich deskriptive (beschreibende) und präskriptive (vorschreibende) normative. Mit dieser Dualität beschäftigt sich unter anderem die Wissenschaftstheorie. Bei einigen Forschungsansätzen ist normativ ein Namensbestandteil (zum Beispiel normativ-ontologische Ansätze).

## Philosophie
Philosophische Normativität gibt an, wie etwas sein sollte (englisch: ought). Normativ ist in der Philosophie in der Regel dem Attribut deskriptiv (beschreibend) als Beschreibung für Theorien und Begriffe entgegengesetzt. Deskriptive Aussagen sind Sätze über die Realität und können überprüft und gegebenenfalls auch widerlegt werden (Falsifikation). Normative Sätze geben vor, wie etwas sein soll, also wie etwas zu bewerten ist. In der Moralphilosophie wird beispielsweise normativ geklärt, ob etwas gut oder böse ist oder welche Handlungen moralisch geboten sind.
Erst im 18. Jahrhundert wies David Hume darauf hin, dass es diesen logischen Unterschied zwischen wertenden und beschreibenden Sätzen gibt (Humes Gesetz). Verschiedene philosophische Schulen beschäftigen sich mit der Frage nach der Rationalität und objektiven Begründbarkeit normativer Sätze. Während Ansätze wie die von Platon, Aristoteles über Kant bis Habermas von dieser Möglichkeit ausgehen, bestreiten dies neben anderen die empirisch-analytisch arbeitenden Schulen (z. B. logischer Empirismus).
Unterschieden werden muss, besonders wenn der Begriff normativ im Zusammenhang mit Theorien gebraucht wird, zwischen normativen Theorien und teleologischen Theorien. Im Gegensatz zu teleologischen Theorien versuchen normative Wissenschaften nicht das tatsächliche Vorgegebensein einer Norm oder eines Zieles an sich zu begründen. Normative Theorien setzten also eine Norm hypothetisch als gegeben voraus, ohne selbst zu begründen, warum man dieser Norm folgen soll. Allerdings beschreiben normative Theorien z. B., welche Bedingungen gegeben sein müssen oder welche Handlungen vollbracht werden müssen, um eine bestimmte Norm erfüllen zu können. Insofern sind normative Theorien selbst deskriptiv. Der Philosoph und Soziologe Georg Simmel drückt diesen Sachverhalt so aus:

„Was man normative Wissenschaft nennt, ist tatsächlich nur Wissenschaft vom Normativen. Sie selbst normiert nichts, sondern sie erklärt nur Normen und ihre Zusammenhänge, denn Wissenschaft fragt stets nur kausal, nicht teleologisch, und Normen und Zwecke können wohl so gut wie alles andere den Gegenstand ihrer Untersuchung, aber nicht ihr eigenes Wesen bilden.“

## Rechtswissenschaft
In der Rechtswissenschaft sind verschiedene Bedeutungsnuancen zu unterscheiden.
In seiner Kernbedeutung bedeutet normativ im rechtswissenschaftlichen Gebrauch so viel wie bewertend und bezieht sich auf Aussagen oder – allgemeiner – Sätze. Danach sind Aussagen wie "Dieser Mensch ist gut" normativ.
Das Adjektiv normativ beschreibt auch alle wertenden oder bewertenden Rechtsbegriffe, die in einer gesetzlichen Regelung (Rechtsnorm) vorkommen, außerdem die Gesamtheit der gesetzlichen Regelungen als normative Ordnung. Normativ ist aber auch die gesetzgebende Tätigkeit der Parlamente. 
Die Rechtswissenschaft und die Soziologie können als normative Wissenschaften bezeichnet werden, weil sie sich mit Rechtsnormen bzw. sozialen Normen befassen, interdisziplinär beispielsweise im Exzellenzcluster Normative Orders.
Normativbestimmungen im Gesellschaftsrecht sind gesetzliche Vorschriften, die den Inhalt der Satzungen juristischer Personen regeln, im Arbeitsrecht gesetzliche Vorschriften, die die Inhalte eines Tarifvertrags regeln, welche die Arbeitsverhältnisse der Tarifgebundenen betreffen. Die Verabschiedung einer Satzung oder die Verhandlungen über einen Tarifvertrag sind normative Tätigkeiten, weil sie ihrerseits Normen setzen.
Normative Tatbestandsmerkmale sind wertausfüllungsbedürftig (mehrdeutig) und erfordern eine juristische oder soziale Bewertung. Ihre Bedeutung ergibt sich aus einer bewertenden Auslegung. Dazu gehören zum Beispiel der Begriff fremd in § 242 StGB oder Treu und Glauben in § 242 BGB.

## Sozialwissenschaften
In den Sozialwissenschaften beschreibt normativ den Teil der gesellschaftlichen und kulturellen Strukturen, der die menschlichen sozialen Aktivitäten reguliert. Trotz vorhandener Regelverstöße (z. B. Verbrechen bei Rechtsnormen) führen diese gesellschaftlichen Normen zu einer homogenen, relativ stabilen Gesellschaftsordnung.
In der Soziologie bezeichnet man mit normativem Verhalten soziale Handlungen, die beabsichtigen, etwas gesellschaftlich akzeptabel zu machen, es quasi zu normalisieren.
Die Sozialpsychologie erforscht den normativen sozialen Einfluss, jenen Einfluss, den Gruppen auf das Verhalten von Individuen ausüben, weil diese nicht durch Verstoß gegen Gruppennormen unangenehm auffallen wollen.
In den Wirtschaftswissenschaften wird zwischen positiver und normativer Ökonomik unterschieden.

## Allgemeiner Sprachgebrauch
Im allgemeinen Sprachgebrauch bedeutet normativ so viel wie maßgebend, verbindlich, als Richtschnur dienend.

## Normung
In der Normung wird normativ für die Aspekte einer Norm verwendet, die von jedem konformen System eingehalten werden müssen.